# Ghiacciaio William
Il ghiacciaio William è un ghiacciaio lungo circa 6 km situato sull'isola Anvers, una delle isole dell'arcipelago Palmer, al largo della costa nord-occidentale della Terra di Graham, in Antartide. In particolare, il ghiacciaio, il cui punto più alto si trova a circa 600 m s.l.m. e che è separato dal ghiacciaio Hooper per mezzo della cresta Gateway, scorre verso sud, a partire dal versante meridionale del monte Français e del monte Agamemnon, fino a entrare nella parte settentrionale della baia di Börgen.

## Storia
Già avvistato durante la spedizione belga in Antartide effettuata fra il 1897 ed il 1899 al comando di Adrien de Gerlache, che lo segnò sulle mappe semplicemente come "grande ghiacciaio", il ghiacciaio William è stato poi oggetto di ricognizione nel 1955 da parte del British Antarctic Survey (al tempo ancora chiamato "Falkland Islands Dependencies Survey", FIDS) che riuscì a mapparlo molto più dettagliatamente. Il nome "William" appare già su una mappa basata su una ricognizione effettuata nel 1927 dai membri dell'RRS Discovery nel corso di una della Discovery Investigations.